# 260366 Quanah
260366 Quanah è un asteroide della fascia principale. Scoperto nel 2004, presenta un'orbita caratterizzata da un semiasse maggiore pari a 3,2090462 au e da un'eccentricità di 0,1932869, inclinata di 18,69708° rispetto all'eclittica.